# Драгинац (Лозница)
Драгинац је насељено место града Лознице у Мачванском округу. Смештено је у долини Јадра на путу Ваљево—Лозница. У близини су рушевине старог Градца (Јадарски Градац). Према попису из 2022. било је 100 становника. У селу се налази Основна школа „14. октобар“ коју је у 2012. години похађало око 280 ученика.
Овде је рођен урбаниста Добривоје Тошковић (1927–2021).

## Историја
Ово место је Указом краља од 30. марта 1902. године добило ново име по Драги Обреновић, супрузи Александра Обреновића уместо старог назива Вареш и истим Указом је стекло статус варошице. Када је Драга једном приликом пролазила кроз Драгинац, мештани су по путу по којем се она кретала поставили црвени тепих да се не би испрљала јер су путеви били блатњави.

### Злочин у Драгинцу
Током Другог светског рата у Драгинцу и околини војска нацистичке Немачке је стрељала 2.950 људи из Мачве и Поцерја. Овај злочин се одиграо 14. октобра 1941. године у селима у долини реке Јадар: Драгинцу, Коренити, Великом Селу, Цикотама и суседним селима.
У Драгинцу је на више места, у складу са заповешћу Адолфа Хитлера да се на окупираним подручјима за једног убијеног немачког војника стреља 100, а за рањеног 50 цивила, убијено 2677 људи. Најмлађа жртва била је стара свега три дана. Ово је био први покољ који су нацистичке снаге извеле у окупираној Србији. У Драгинцу се данас налази спомен костурница погинулима, гранитни споменик висине седам метара, аутора Остоје Горданића Балканског. Ово место је 14. октобра 2012. посетио тадашњи премијер Србије Ивица Дачић.
Овде се налазе Споменик и костурница стрељаним жртвама у Драгинцу и Црква Светог Георгија у Драгинцу.
У селу живи Немац Јозеф Сикст који је помогао оснивање Меморијала Драгинац.

## Демографија
У насељу Драгинац живи 252 пунолетна становника, а просечна старост становништва износи 39,2 година (38,5 код мушкараца и 39,9 код жена). У насељу има 100 домаћинстава, а просечан број чланова по домаћинству је 3,24.
Ово насеље је великим делом насељено Србима (према попису из 2002. године).
|  |

| Демографија | Демографија | Демографија |
| Година      | Становника  | Становника  |
| ----------- | ----------- | ----------- |
| 1948.       | 257         |             |
| 1953.       | 277         |             |
| 1961.       | 278         |             |
| 1971.       | 269         |             |
| 1981.       | 315         |             |
| 1991.       | 324         | 318         |
| 2002.       | 324         | 358         |
| 2011.       | 146         |             |
| 2022.       | 100         |             |

| Етнички састав према попису из 2002.‍ | Етнички састав према попису из 2002.‍ | Етнички састав према попису из 2002.‍ | Етнички састав према попису из 2002.‍ | Етнички састав према попису из 2002.‍ |
| ------------------------------------ | ------------------------------------ | ------------------------------------ | ------------------------------------ | ------------------------------------ |
|                                      |                                      |                                      |                                      |                                      |
| Срби                                 | Срби                                 |                                      | 308                                  | 95,06%                               |
| Југословени                          | Југословени                          |                                      | 3                                    | 0,92%                                |
| Црногорци                            | Црногорци                            |                                      | 2                                    | 0,61%                                |
| Македонци                            | Македонци                            |                                      | 2                                    | 0,61%                                |
| непознато                            | непознато                            |                                      | 2                                    | 0,61%                                |

| Година пописа     | 1948. | 1953. | 1961. | 1971. | 1981. | 1991. | 2002. |
| ----------------- | ----- | ----- | ----- | ----- | ----- | ----- | ----- |
| Број домаћинстава | 61    | 64    | 78    | 79    | 81    | 102   | 100   |

| Број чланова      | 1  | 2  | 3  | 4  | 5  | 6 | 7 | 8 | 9 | 10 и више | Просек |
| ----------------- | -- | -- | -- | -- | -- | - | - | - | - | --------- | ------ |
| Број домаћинстава | 17 | 20 | 18 | 24 | 12 | 6 | 3 | 0 | 0 | 0         | 3,24   |

| Пол    | Укупно | Неожењен/Неудата | Ожењен/Удата | Удовац/Удовица | Разведен/Разведена | Непознато |
| ------ | ------ | ---------------- | ------------ | -------------- | ------------------ | --------- |
| Мушки  | 125    | 37               | 83           | 4              | 0                  | 1         |
| Женски | 145    | 29               | 84           | 24             | 7                  | 1         |
| УКУПНО | 270    | 66               | 167          | 28             | 7                  | 2         |

| Пол    | Укупно                    | Пољопривреда, лов и шумарство | Рибарство                            | Вађење руде и камена | Прерађивачка индустрија       |
| ------ | ------------------------- | ----------------------------- | ------------------------------------ | -------------------- | ----------------------------- |
| Мушки  | 66                        | 14                            | 0                                    | 0                    | 19                            |
| Женски | 41                        | 4                             | 0                                    | 0                    | 16                            |
| УКУПНО | 107                       | 18                            | 0                                    | 0                    | 35                            |
| Пол    | Производња и снабдевање   | Грађевинарство                | Трговина                             | Хотели и ресторани   | Саобраћај, складиштење и везе |
| Мушки  | 3                         | 10                            | 3                                    | 2                    | 1                             |
| Женски | 0                         | 0                             | 3                                    | 1                    | 2                             |
| УКУПНО | 3                         | 10                            | 6                                    | 3                    | 3                             |
| Пол    | Финансијско посредовање   | Некретнине                    | Државна управа и одбрана             | Образовање           | Здравствени и социјални рад   |
| Мушки  | 0                         | 2                             | 1                                    | 8                    | 1                             |
| Женски | 0                         | 1                             | 3                                    | 4                    | 4                             |
| УКУПНО | 0                         | 3                             | 4                                    | 12                   | 5                             |
| Пол    | Остале услужне активности | Приватна домаћинства          | Екстериторијалне организације и тела | Непознато            | Непознато                     |
| Мушки  | 2                         | 0                             | 0                                    | 0                    | 0                             |
| Женски | 1                         | 0                             | 0                                    | 2                    | 2                             |
| УКУПНО | 3                         | 0                             | 0                                    | 2                    | 2                             |

## Галерија
- Зграда школе
- Зграда амбуланте
- Црква Св. Георгија